# Гилл, Джулианна
Джулианна Гилл (англ. Julianna Guill; род. 7 июля 1987) — американская актриса, получившая известность по ролям второго плана в триллерах «Пятница, 13» и «Высота», а также в сериале «Блеск славы» (TBS) в роли Кристи и интернет-сериале «Моё алиби» в роли Скарлет Хауксон.

## Биография
Джулианна Гилл — одна их трёх детей в семье Эрла и Энн Гилл. Родилась в Уинстон-Сейлеме, в Северной Каролине. Занималась чечёткой, балетом и джаз-дансем с ранних лет, начала петь в хоре школы «R.J. Reynolds High», которую окончила в 2005 году. Играла в постановках местного театра, училась в университете Нью-Йорка, а затем переехала в Лос-Анджелес.

## Карьера
Появилась в гостевых ролях в сериалах «Холм одного дерева», «90210: Новое поколение», «C.S.I.: Место преступления Майами», «Как я встретил вашу маму» и «C.S.I.: Место преступления».
В 2009 году снялась в независимой комедии «Лето в Коста-Рике», выпущенной 16 июля 2009 года. Также у неё были небольшие роли в фильмах «2 Dudes & A Dream» и «Зажги этим летом!». Она сыграла главную роль Кэти в фильме «Дорожное приключение 2», выпущенном сразу на DVD 11 августа 2009 года — картина является сиквелом комедии «Дорожное приключение» 2000 года.
Прорывом для актрисы стала роль в ремейке классического фильма ужасов «Пятница, 13». В том же году она снялась в телевизионном триллере «Мои супер психо-сладкие 16», премьера которого состоялась 23 октября 2009 года на канале MTV — съёмки проходили в Атланте. Картина получила смешанные отзывы, однако показала высокие рейтинги в ночь эфира. В 2010 году снялась в одной из главных ролей в независимом канадском триллере «Высота» и приняла участие в проекта студии «Dark Castle» — фильме под названием «Явление». Релиз фильма «Мои супер психо-сладкие 16, Часть 2» состоялся 22 октября 2010 года, где актриса сыграла главную роль Мэдисон Пэнроуз. Затем состоялся долгожданный релиз триллера «Высота» 26 октября 2010 года.
В 2011 году снялась в одной из ролей в комедийной мелодраме «Эта дурацкая любовь», а также начала съёмки в «Явление». Также появилась в гостевой роли комедии NBC — «Сообщество» в роли капитана команды болельщиц в финале сезона.

## Фильмография

### Кино
| Кино | Кино                            | Кино                       | Кино               | Кино                      |
| Год  | Название                        | В оригинале                | Роль               | Примечания                |
| ---- | ------------------------------- | -------------------------- | ------------------ | ------------------------- |
| 2004 | Будь паинькой, Дэниэл           | Be Good Daniel             | Джейн              | Короткометражный фильм    |
| 2005 | Вудро Вилсон                    | Woodrow Wilson             |                    | Короткометражный фильм    |
| 2009 | 2 парня и мечта                 | 2 Dudes & A Dream          | Стэйси             |                           |
| 2009 | Пятница, 13                     | Friday, The 13th           | Бри                |                           |
| 2009 | Зажги этим летом!               | Fired Up!                  | Ещё одна девочка   |                           |
| 2009 | Дорожное приключение 2          | Road Trip: Beer Pong       | Кэти               | сразу на видео            |
| 2010 | Пятизвёздочный день             | 5 Star Day                 | Ванесса            |                           |
| 2010 | Время закрытия                  | Closing Time               | Си-Си              | Короткометражный фильм    |
| 2010 | Лето в Коста-Рике               | Costa Rican Summer         | Эва                |                           |
| 2010 | Высота                          | Altitude                   | Мэл                |                           |
| 2011 | Эта дурацкая любовь             | Crazy, Stupid, Love.       | Мэдисон            |                           |
| 2011 | В случае убийства набирать «М»  | Dial M For Murder          | Жанилль            | Короткометражный фильм    |
| 2011 | Погнали                         | Blast Off                  | Джулия             | Короткометражный фильм    |
| 2012 | Явление                         | The Apparition             | Лидия              |                           |
| 2012 | Добраться до сути               | Mine Games                 | Клэр               | На стадии пост-продакшена |
| 2013 | Зелёная история                 | A Green Story              | Ребекка            | Идут съёмки               |
| 2015 | Первый Мститель: Противостояние | Captain America: Civil War | Ассистентка Старка |                           |

### Телевидение
| Телевидение | Телевидение                         | Телевидение                      | Телевидение        | Телевидение                                          |
| Год         | Название                            | В оригинале                      | Роль               | Примечания                                           |
| ----------- | ----------------------------------- | -------------------------------- | ------------------ | ---------------------------------------------------- |
| 2004        | Холм одного дерева                  | One Tree Hill                    | Девочка с деньгами | эпизод «To Wish Impossible Things»                   |
| 2005        | Холм одного дерева                  | One Tree Hill                    | Эшли               | эпизод «Locked Hearts and Hand Grenades»             |
| 2006        | C.S.I.: Место преступления Майами   | CSI: Miami                       | Высокая девушка    | эпизод «Darkroom»                                    |
| 2007        | C.S.I.: Место преступления Майами   | CSI: Miami                       | Келли              | эпизод «Sunblock»                                    |
| 2007        | C.S.I.: Место преступления          | CSI: Crime Scene Investigation   | Моника             | эпизод «Goodbye and Good Luck»                       |
| 2008-2009   | Моё алиби                           | My Alibi                         | Скарлет Хауксон    | 18 эпизодов                                          |
| 2009        | Как я встретил вашу маму            | How I Met Your Mother            | Девственница       | эпизод «The Sexless Innkeeper»                       |
| 2009        | Мои супер психо-сладкие 16          | My Super Psycho Sweet 16         | Мэдисон Пэнроуз    | телевизионный фильм                                  |
| 2009-2010   | 90210: Новое поколение              | 90210                            | Саванна Монтгомери | эпизоды «Winter Wonderland» и «Girl Fight!»          |
| 2010        | Детектив Раш                        | Cold Case                        | Банни Харгрив      | эпизод «The Runaway Bunny»                           |
| 2010        | Преднамеренная случайность          | Accidentally On Purpose          | Мелисса            | эпизод «Back To School»                              |
| 2010        | Субпрано                            | The Subpranos                    | Солнышко           | эпизоды «Sunshiny Day» и «Gypsies, Tramps & Thieves» |
| 2010        | 15 минут                            | 15 Minutes                       |                    | телевизионный фильм                                  |
| 2010        | Мои супер психо-сладкие 16, Часть 2 | My Super Psycho Sweet 16: Part 2 | Мэдисон Пэнроуз    | телевизионный фильм                                  |
| 2010-2011   | Блеск славы                         | Glory Daze                       | Кристи Дюитт       | 10 эпизодов                                          |
| 2011        | Сообщество                          | Community                        | Капитан болельщиц  | эпизод «A Fistful of Paintballs»                     |
| 2011        | Ясновидец                           | Psych                            | Вивиенн            | эпизод «Shawn, Interrupted»                          |
| 2013        | Мыслить как преступник              | Criminal Minds                   | Эшли Фулади        | эпизод «Gatekeeper»                                  |